# Circ de Restanca
El Circ de Restanca és un circ glacial al vessant nord del Pirineu axial compost per dues valls, la formada al voltant del Lac de Mar i la de Cap deth Port, penjades sobre l'estany de la Restanca. Forma part dels circs de capçalera de Valarties. És al sud de la Vall d'Aran, al municipi de Naut Aran i pertany a la zona perifèrica del Parc Nacional d'Aigüestortes i Estany de Sant Maurici. El circ de Restanca està flanquejat de muntanyes amb altituds d'entre 2.500 i 3.050 metres excepte en l' obertura al Nord, on descendeix sobre la base de la vall de Rius. Dos circs simples, un de més gran i més elevat i en sentit nord-sud, i l'altre més petit en sentit sud-oest a nord-est conflueixen per formar un circ compost.
El sòl està format en gran part per roques granítiques, i atès l'altitud i el clima hi ha molt poca vegetació arbòria.
Els estanys del Circ de Restanca han estat originats per sobreexcavació de la glacera original, i són bastant profunds. De l'estany de la Restanca neix el curs d'aigua del riu de Restanca que baixa per la forta pendent fins a desaiguar a la Ribèra de Rius.
El nom Restanca és occità, i és equivalent a «resclosa». El que no es coneix és si el nom s'aplicà a l'estany de la Restanca i per extensió a tota la regió abans o després de la construcció de la petita presa o resclosa.
El refugi de la Restanca és a l'est de l'estany de Restanca a 2.010 metres d'altitud.

## Geografia

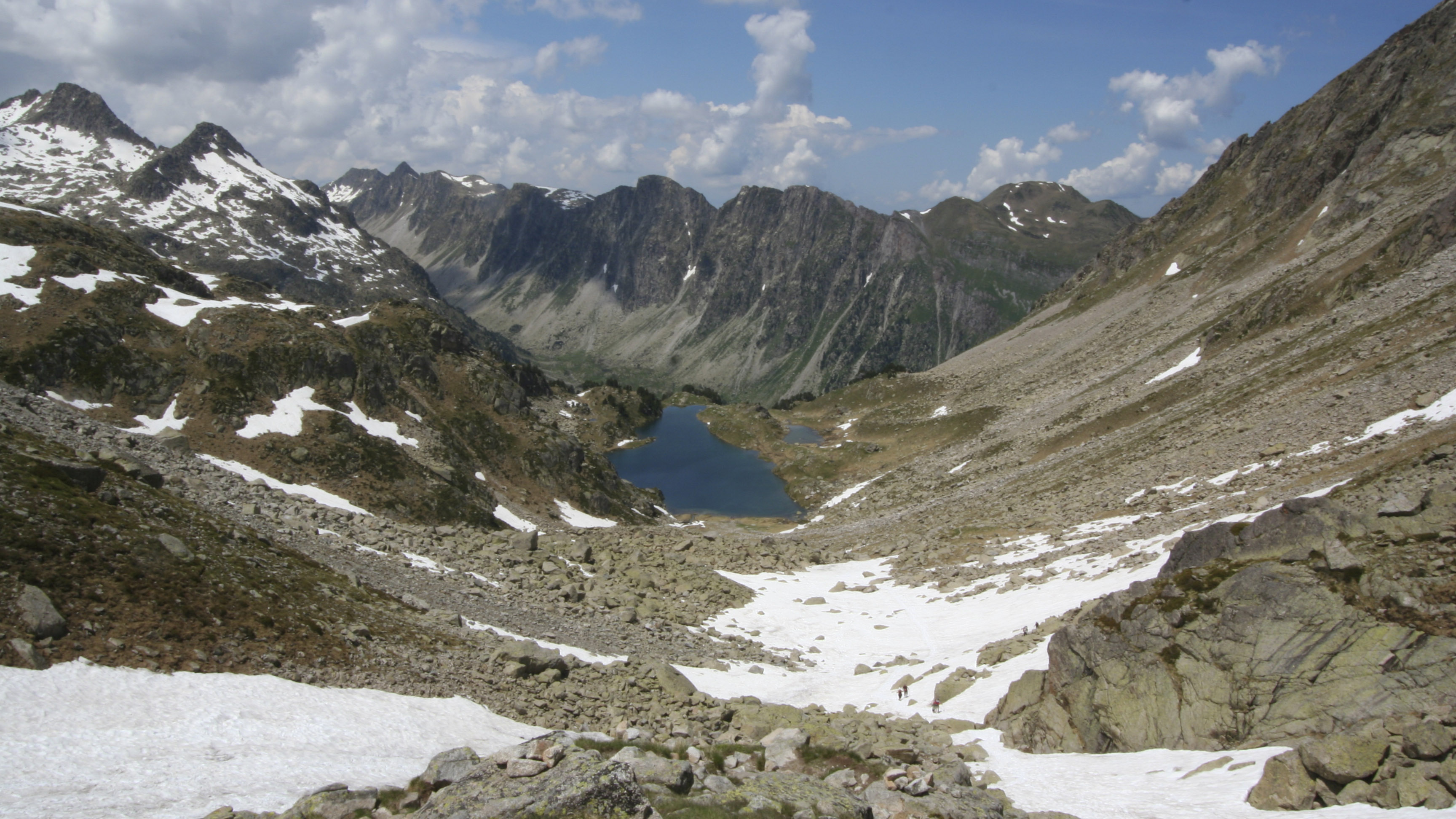
Circ de Restanca; estany de Cap del Port

### Descripció general i límits
Pel vessant oriental el Circ de Restanca limita amb el massis del Montardo i el Circ de Saboredo, al sud amb la Capçalera de Caldes, situada ja a l'Alta Ribagorça, a l'est amb la Vall de Besiberri, també a l'Alta Ribagorça, i al nord amb la vall de la Ribèra de Rius.
Del Tuc de Monges sobresurt una carena en direcció nord-sud que descendeix fins l'estany de la Restanca i divideix el Circ en dues conques, l'oriental i l'occidental.

### Cims, serres i colls
En el sentit de les agulles del rellotge, començant en el punt més al nord i a l'est, es troben els següents elements geogràfics:

#### Vessant oriental (E)

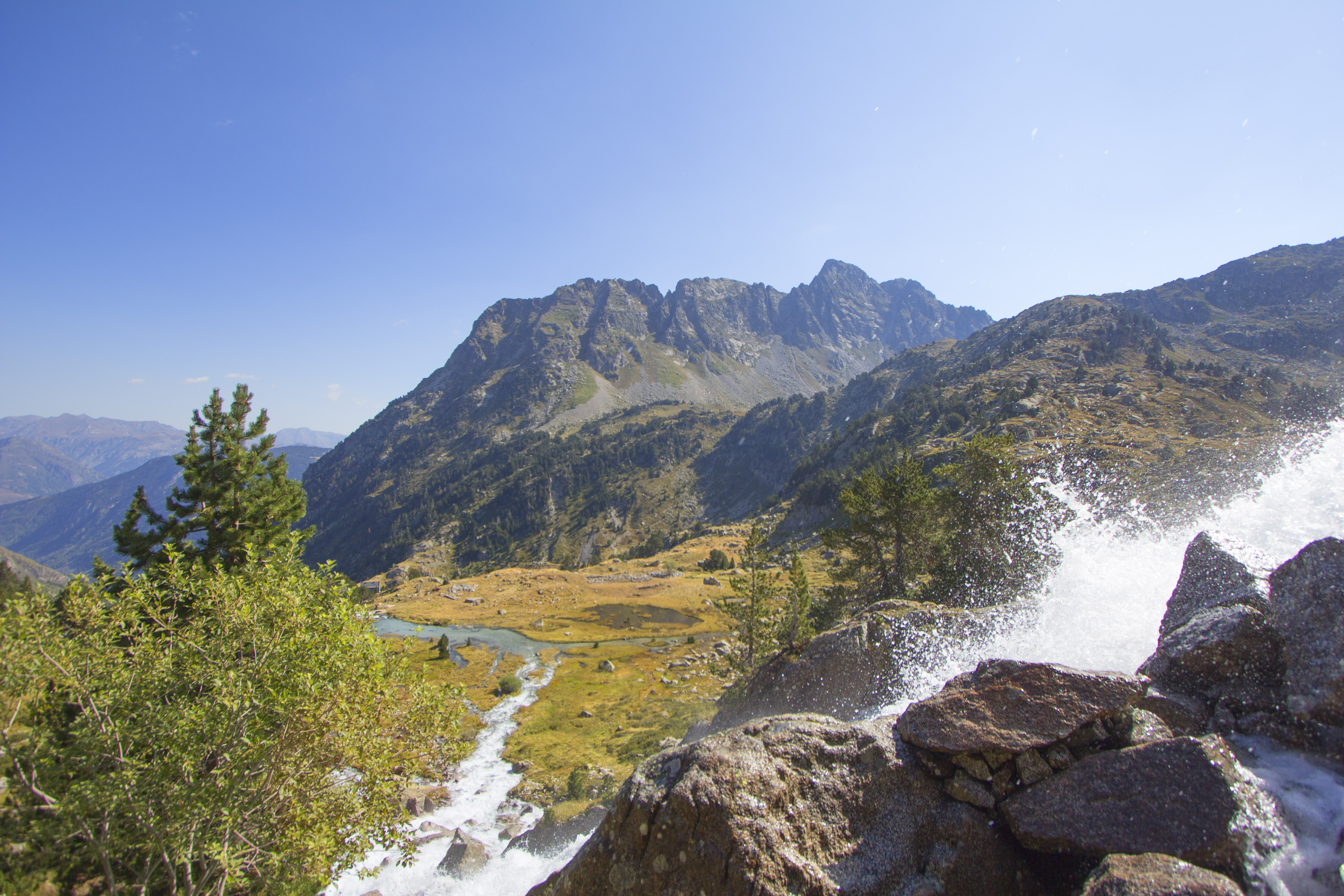
Carena del massís del Montardo

- Agulles del Montardo. Successió d'agulles en un curt recorregut, la més alta de les quals fa 2.673,5 meres d'altitud. Separen el Circ de Restanca de l'Obaga del Montardo.
- Montardo, (2.833,2 metres).
- Montardo Petit, (2.781,4 metres).
- Coll de Oelhacrestada, (2.474 metres). Enllaça el Circ amb la Capçalera de Caldes, ja a l'Alta Ribagorça. Hi passa una variant del recorregut de Carros de foc i el GR-11-18.

#### Vessant meridional (S)
A partir del coll de Oelhacrestada s'inicia la Serra de Tumeneia. La cresta discorre de sud-oest a nord-est, entre les muntanyes de Montardo i Besiberri Nord. Els punts més destacables són:
- Tuc de Monges, (2.698 metres)
- Coll de Tumeneia (2.603,8 metres). Enllaça la conca occidental del Circ dera Restanca amb els estanys de Tumeneia de Dalt i Tumeneia de Baix situats a la Capçalera de Caldes, ja a l'Alta Ribagorça. Hi passa una variant del recorregut de Carros de foc
- Tumeneia (2.783,1 metres)
- Bretxa de Pauss (2.698 metres), Enllaça la conca occidental del Circ dera Restanca amb l'estany Cloto situat a la Capçalera de Caldes, ja a l'Alta Ribagorça
- Pa de Sucre (2.862,5)
- Mussol de Tumeneia (2.832,3 metres). Té una forma esvelta que li dona el caràcter d'agulla.
- Coll d'Harlé (2.728,4 metres).). Enllaça la conca occidental del Circ dera Restanca amb l'estany Cloto situat a la Capçalera de Caldes, ja a l'Alta Ribagorça
- Punta d'Harlé (2.885 metres), pic també conegut com a Tumeneia Sud.
- Bretxa de Peyta (2.765,6 metres). Enllaça l'Aubaga deth Lac de Marc situada a l'extrem de la conca occidental del Circ dera Restanca amb l'estany de Malavesina situat a la Capçalera de Caldes, ja a l'Alta Ribagorça
- Besiberri Nord (3.008,3 metres). Superant els 3000, és un dels pics més alts del Parc

#### Vessant occidental (O)

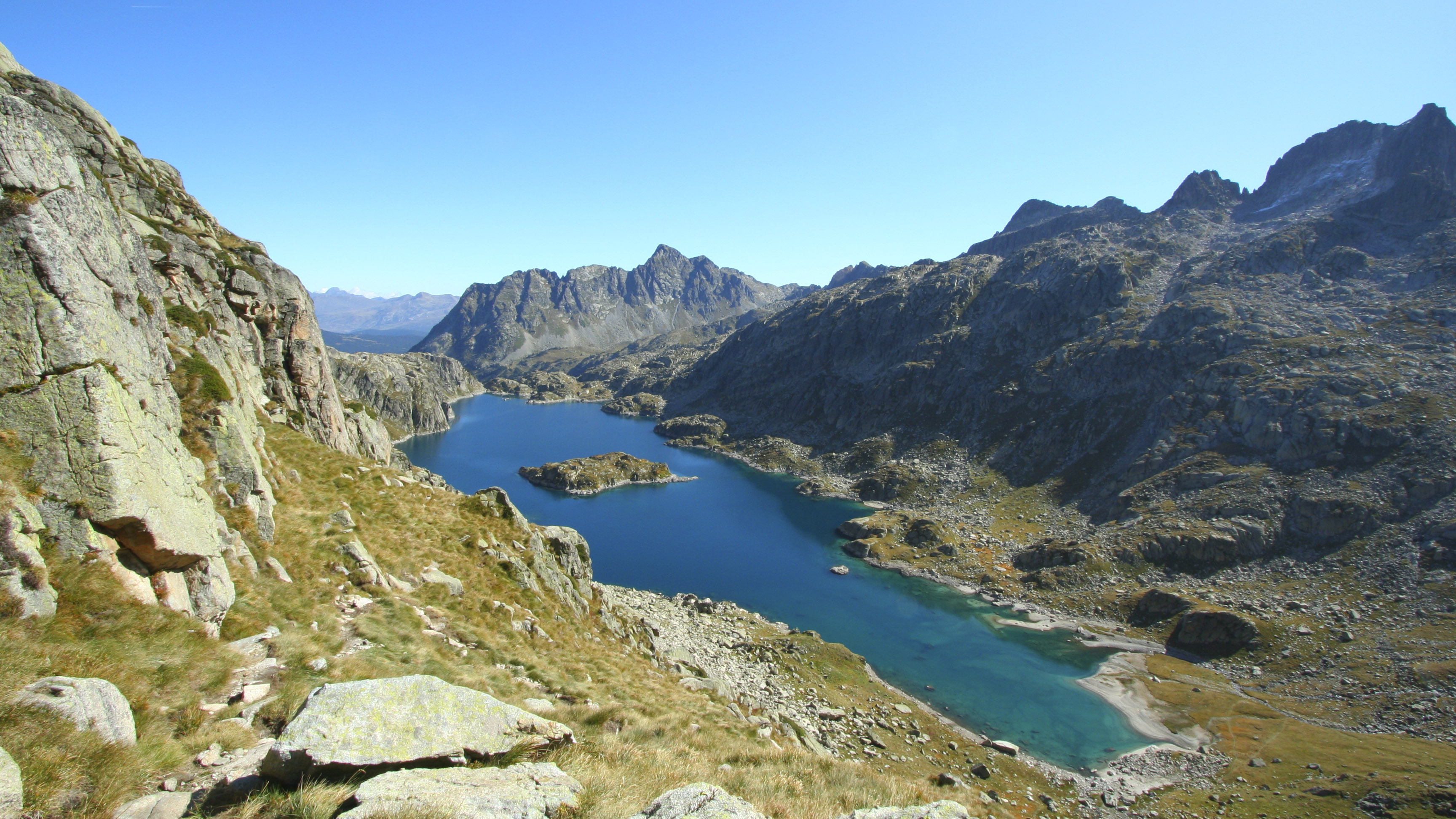
Lac de Mar; a la seva dreta el vessant nord de la Serra de Tumeneia, i el Montardo al fons

- Cresta que amb una longitud de 866 metres enllaça el Besiberri Nord i el Tuc dera Canau de Rius. El punt d'alçada màxima té 2.800 metres.
- Tuc dera Canau de Rius (2.812,8 metres).
- Collada deth Lac de Mar (2.498,1 metres). Enllaça el Lac de Mar ubicat al Circ de Restanca amb el Circ de Tòrt
- Serra de Grinches de Rius, carena rocosa que ascendeix suaument des de la collada fins al següent pic.
- Tossau de Mar (2.739 metres). Té una excel·lent vista del Circ de Restanca i el Circ de Tòrt.

#### Límit nord (N)
- Carena que baixa en direcció sud oest a nord este fins al Plan de Rius, separant la Vall de Rius a ponent i el Circ dera Restanca a llevant.
- Estany de la Restanca
- Pales de Restanca. Es la vessant NO que baixa pronunciadament des de les Agulles del Montardo.

### Estanys i rius

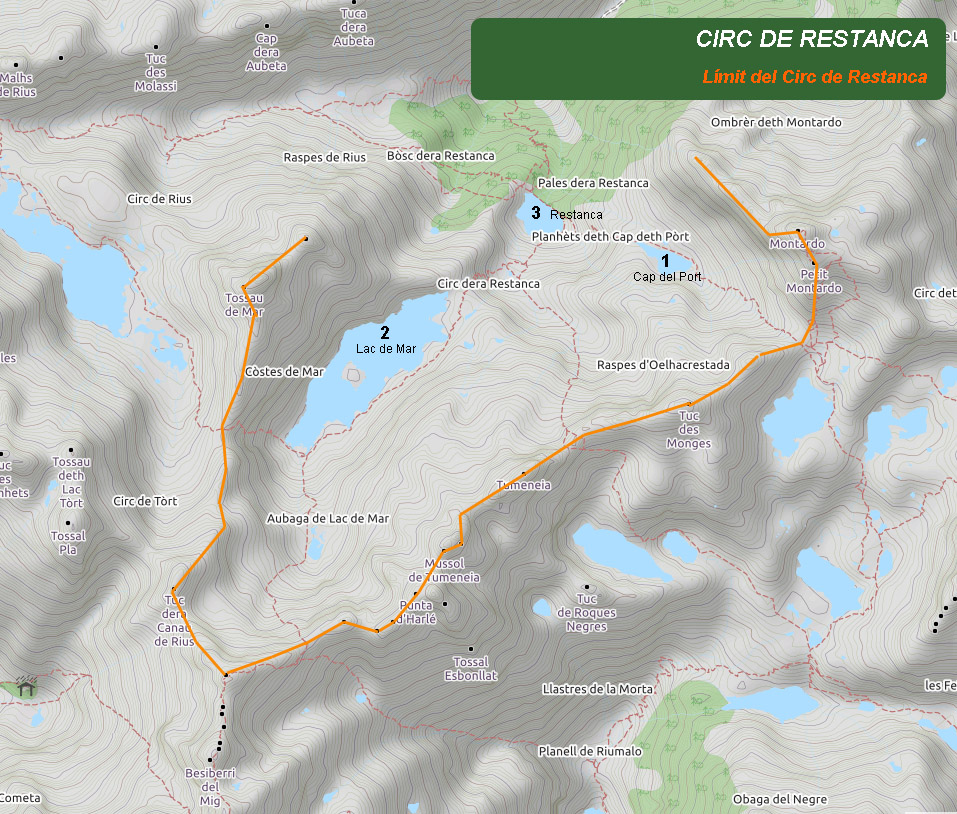
Esquema Circ de Restanca

Les aigües dels estanys presenten un característic color blau fosc, i generalment són molt pobres en nutrients. La baixa densitat de plàncton existent fa que les aigües siguin extraordinàriament transparents i les espècies que es troben són típiques d'aquests ambients tan pobres, anomenats oligotròfics. Les causes cal cercar-les en les característiques de la roca mare (majoritàriament granit, una roca molt insoluble), les baixes temperatures que inhibeixen la descomposició de la matèria orgànica i l'absència de contaminació antropogènica.
El Circ de Restanca pertany a la conca del riu de Valarties.

#### Conca oriental
Estany del Cap del Port (2.228,3 metres). Rep les aigües de diversos torrents de la part alta del Circ. En el NO de l'estany hi ha una petita pressa que augmenta la capacitat d'embassament d'aigua. De l'estany surten dos torrents (barrancs); el de la dreta s'uneix al que baixa de l'estany de Restanca, i el de l'esquerra desaigua directament sobre el propi estany de Restanca.

#### Conca occidental
La conca occidental és molt més extensa i plana que l'oriental.
- Lac de Mar (2.247,5 metres). Amb una longitud de 1.500 metres, és l'estany més gran de la Vall d'Aran. Està acompanyat d'uns estanyets menors.

L'estany de la Restanca (2.003 metres). Està situat en l'encreuament de les dues valls superiors, i rep aigua d'ambdues. Una presa al vessant Nord n'augmenta considerablement la capacitat d'embassament. En aquest estany s'origina el riu de Restanca que desaigua al riu Ribèra de Rius. L'estany té una canalització artificial soterrada amb l'estany de Montcasau.

## Clima
El clima del Circ de Restanca és d'alta muntanya, influenciat per ser al vessant atlàntic dels Pirineus. La coberta nivosa sol ser més o menys contínua de gener a maig.

## Excursions i travesses

### Refugi de Restanca
El Circ permet realitzar múltiples excursions i travesses en qualsevol època de l'any, i el Circ disposa d'un refugi guardat durant l'estiu que permet pernoctar amb comoditat. Està ubicat a l'est de l'estany de la Restanca, i és una bona base per qualsevol activitat que es faci al Circ.
Diversos edificis han fet la funció de refugi. El primer, situat a l'oest de l'estany, fou originàriament un barracó pels treballadors que construïen la presa de l'estany de la Restanca. La Sociedad Productora de Fuerzas Motrices el va oferir com a refugi a la Federació Catalana de Muntanyisme, i com a tal fou inaugurat l'agost de 1.970.
L'actual edifici situat a la marge dreta de l'estany fou cedit per FECSA el 1992 al Consell General d'Aran, que el comparteix amb la Federació d'Entitats Excursionistes de Catalunya (FEEC), i en el 1992 i 2010 es realitzaren diverses obres per adaptar-lo com a refugi.

### Senderisme

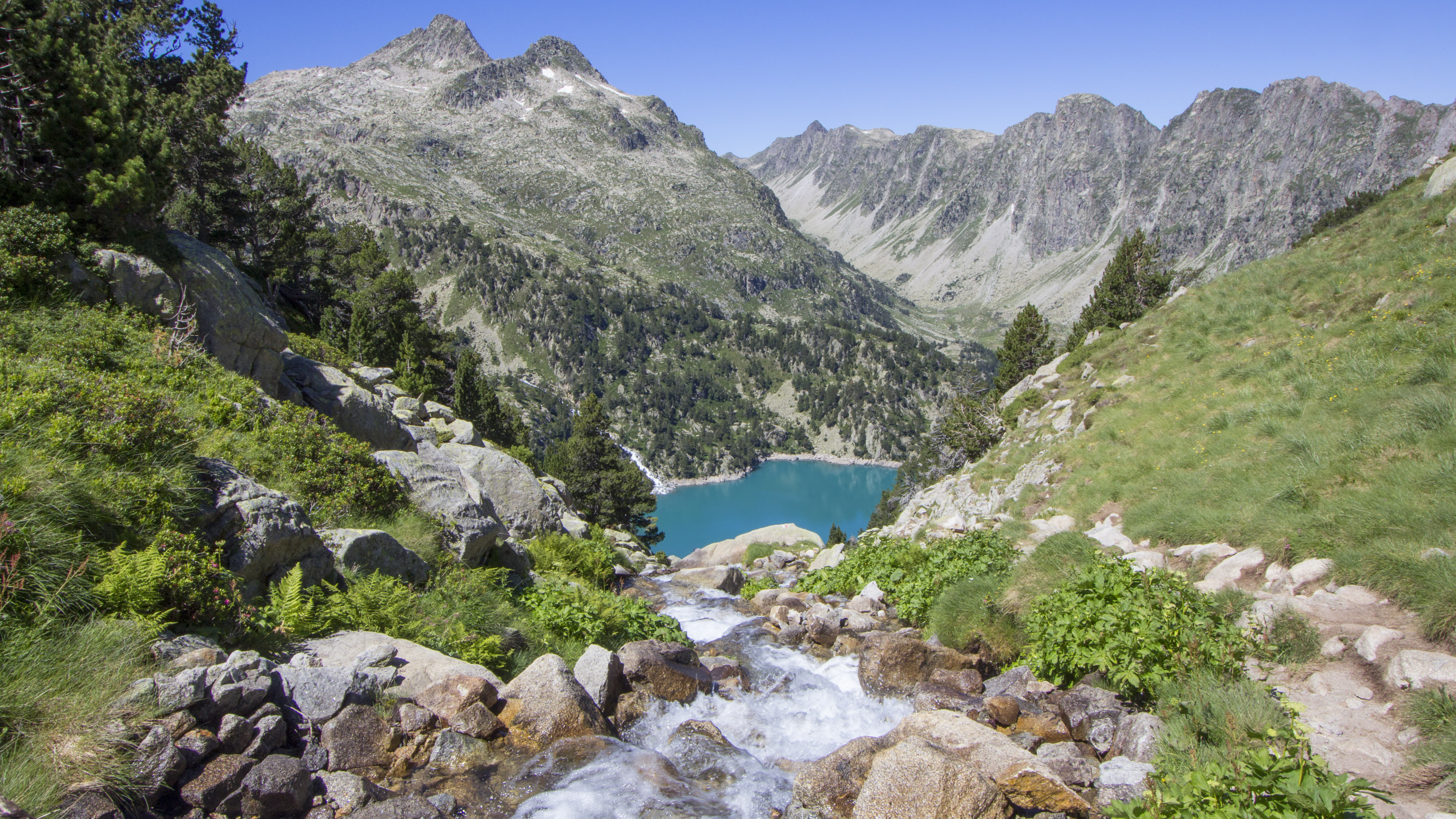
Era Restanca

El senderisme hi és l'activitat més popular, encara que es limita als mesos quan no hi ha neu. Hi ha diverses rutes ja establertes.

#### GR-11
El GR-11 és un sender de gran recorregut que recorre els Pirineus des del Cantàbric a la Mediterrània pel vessant sud. El sender ve de l'oest baixant per la vall de Rius fins al Refugi de la Restanca. Allà es divideix en dues variants:
- La primera opció seguint el GR-11 aprofita el màxim una pista forestal existent per passar de Valarties a la Vall de l'Aiguamòg, bordeja la base del Montardo pel nord i entra al Circ de Colomèrs per Era Passa de Ribereta per seguir després fins al Refugi de Colomers.
- L'alternativa és la variant GR-11-18 que puja fins al Coret de Oelhacrestada, flanqueja la base del Montardo pel vessant sud (i permet fer el seu cim sense haver d'escalar) i entra al Circ de Colomèrs pel Port de Caldes.

#### Carros de Foc
Carros de foc és una travessa circular molt popular que passa pels nou refugis del Parc. Te dues vies principals d'entrada al Circ:
- Coll de Oelhacrestada.
- Coll de Tumeneia.

#### Alta Ruta Pirinenca
L'Alta Ruta Pirinenca és un itinerari que també travessa els Pirineus, però ho fa seguint al màxim la carena pirinenca i alternant els dos vessants. Per l'oest entra al Circ de Restanca per la vall de Rius fins a arribar al refugi de la Restanca, i seguint el mateix recorregut que el sender GR-11-18 fins al Refugi de Colomers puja fins al Coret de Oelhacrestada.

### Escalada
En el Circ de Restanca hi ha una gran varietat de vies d'escalada. Les següents taules mostren algunes de les seves característiques: 
Nombre de vies en funció del tipus d'escalada.
| Categoria | Descripció | Vies |
| --------- | --- | ---- |
| Esportiva | Es prioritza la dificultat tècnica. Proposa l'ascensió de parets exclusivament en lliure i utilitzant la corda com a assegurança. Els punts d'assegurament son fixes. | 88   |
| Clàssica  | L'ascensió es fa per on millor li sembla a l'escalador, que ha d'utilitzar el material d'assegurament que porti.                                                      | 68   |
| Gel       | L'escalada sobre gel requereix unes tècniques específiques atès que s'opera en unes condicions molt canviants.                                                        | 16   |
| Total     | | 172  |

D'aquestes vies 79 són equipades, 5 semi equipades i 88 no equipades. L'escalada només està permesa a les vies catalogades. Cal autorització prèvia per obrir vies noves.

### Esquí de muntanya i raquetes
L'abril de 1959 es va celebrar el primer ralli d'esquí de muntanya organitzat pel Centre Excursionista de Catalunya. La prova començà a l'edifici de l'antic hospital de Viella i ascendeix fins al Coll de Rius, recorre l'Estany Tòrt i entra al Circ de Restanca per la Collada deth Lac de Mar. D'aquí es continiua fins a saltar pel Coll de Oelhacrestada cap el refugi Ventosa i Calvell.

## Nombre de visitants
L'any 2017 es va comptabilitzar 80.000 visitants al Parc Naciones Aigüestortes i Sant Maurici per les diferents riberes de la Vall d'Aran. A partir de les dades dels comptadors automàtics de visites, es pot estimar que el Circ de Restanca zn va rebre uns 19.000 l'any 2017, els quals un 51% va concentrar-se a l'agost i un 24% al juliol. L'any 2017 van pernoctar al refugi de Restanca 5.314 persones.

## Homenots
El Circ de Restanca i els seus voltants més propers ha estat un lloc important tant per poetes com escaladors.

### Jacint Verdaguer i el poema Canigó
Jacint Verdaguer va fer llargues excursions pel Pirineu els estius de 1882 i 1883. El 1883, després d'una estada de dotze dies a la vall de Boí, va anar cap a la Vall d'Aran, fent el trajecte des de Boí a Arties i Gessa pel Coret de Oelhacrestada i baixant pel Circ de Restanca. Va deixar escrit el seu itinerari, i narra el panorama que podia observar des d'un cim que no especifica però que no pot ser un altre que el Montardo. Aquestes excursions tenien com a objectiu principal la composició de l'obra Canigó, per a la qual necessitava conèixer els indrets que descriuria en el poema. Mossèn Cinto feia les excursions vestit amb sotana, viatjant amb una maleta i un paraigües i acompanyat d'un guia local.

### El germans Harlé i el Tumeneia
Els germans André i Pierre Harlé, juntament amb Pierre de Joinville i el guia F. Bernat Salles van fer la primera ascensió al Tumeneia Sud el 8 d'agost de 1912, on van deixar unes targetes que donessin testimoni de la seva estada. Com Pierre va ser el primer en fer el cim, el 1920 es va batejar el cim amb el seu nom. Al final es va prescindir del nom i el pic dur el cognom Harlé, homenatjant als dos germans. El coll que feren servir per accedir al pic també fou batejat amb el seu nom
Prèviament, el 4 d'agost de 1910, Pierre Harlé havia estat el primer en ascendir l'Encantat Petit, juntament amb Pierre Joinville i Henri Motas d'Hestreux.

### Joan Vinyoli i el Montardo
Joan Vinyoli, nascut el 1914 a Barcelona, és el poeta català que, després de Mossèn Cinto Verdaguer, va pujar més muntanyes. També és un dels poetes més citats pels seus companys del segle XXI. Va pujar diverses vegades al Montardo, del qual el poeta va escriure nombrosos versos. En la celebració dels cent anys del seu naixement, el 23 i 24 d'agost de 2014 diversos centres excursionistes feren una ascensió col·lectiva a l'esmentada muntanya i lectures de poemes al refugi de la Restanca.

## Infraestructures

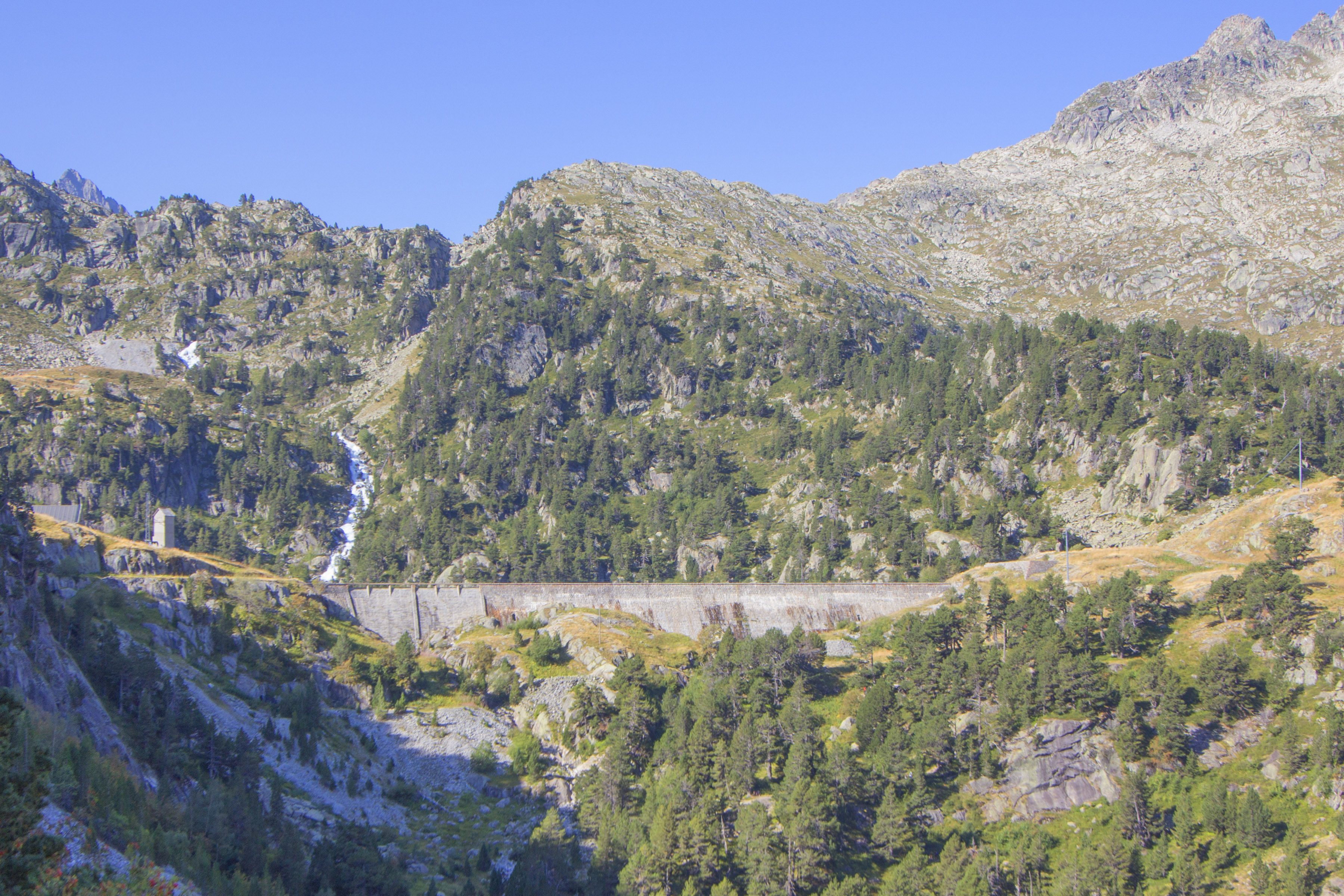
Vista frontal de la presa d'Era Restanca

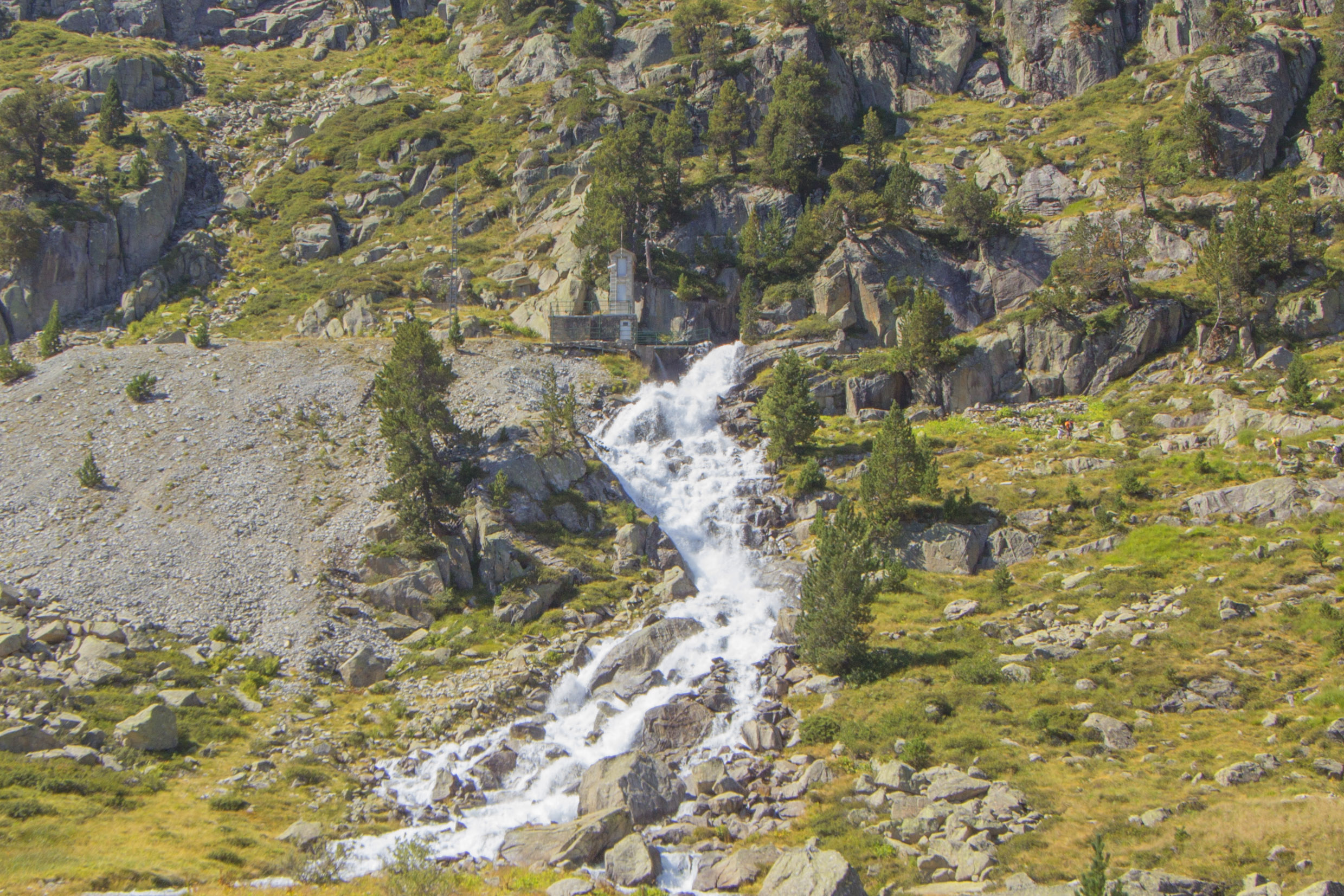
Sortida del túnel de drenatge del Lac de Mar

L'empresa Sociedad Productora de Fuerzas Motrices va construir en la primera meitat dels anys 1950 obres hidràuliques per aprofitar l'aigua del Circ de Restanca i remetre el seu cabal cap a la central d'Arties.

### Canalitzacions artificials d'aigua
Al Circ de Restanca també es feren de transvasament d'aigua entre conques a través de les següents canalitzacions: 
- L'estany de Restanca, a través d'una canalització subterrània que travessa el massís del Montardo, rep aigua procedent de l'estany de Montcasau.[11] Montcasau rep cabals procedents de l'estany Major de Colomèrs, i els envia a través d'una canalització a la Central d'Arties.
- El Lac de Mar rep una canalització soterrada procedent de dos estanys situats fora del circ, el Lac Tòrt de Rius i el Lac de Rius. El Lac de Mar disposa d'un túnel de drenatge que surt a l'exterior formant un torrent, el qual desaigua a l'estany de Restanca.

### Embassaments
L'única presa dintre del Circ de Restanca és la de l'estany de la Restanca. Té una superfície de 6,7 hectàrees i una capacitat de 0,81 hectòmetres cúbics. La longitud a la coronació de la presa és de 189 metres, i l'alçada màxima 25 metres des del fonaments. Les obres de construcció es van acabar el 1955.

### Funicular de la Restanca
Es va construir un funicular per transportar els materials, eines i treballadors a l'estany de la Restanca. El funicular feia aproximadament 300 metres de recorregut, amb un ample de via de 1.000 mm. Circulava des del final de la pista forestal de Valarties fins a la presa, emprant uns 12 minuts en el trajecte. Ara ja està completament desmuntat, encara que se'n poden apreciar les vies en diversos trams.